# John Bowlby
John Bowlby (1907-1990) és considerat un dels psicòlegs més influents del segle XX per les seves aportacions a la teoria del lligam o aferrament (attachment theory), que estudia el vincle entre les persones, fruit de la manca d'atenció que va rebre dels seus pares, un fet habitual entre nens de classe alta de l'època.
Va estudiar la relació entre un mal lligam entre pares i fills i la posterior conducta d'aquests, que pot desembocar en delinqüència, patologies i una incapacitat per al compromís. Especialment afecta el sentiment de no tenir una mare que cuidi l'infant durant els primers anys de vida, o una figura equivalent, ja que no proporciona la seguretat suficient per establir relacions personals futures de solidesa. Aquesta seguretat és un refugi des del qual el nen pot explorar altres relacions i situacions de risc.

## Orígens familiars
Bowlby nasqué a Londres en el si d'una família de classe mitja alta. Era el quart de sis germans i fou criat per una mainadera, en unes habitacions a banda dels pares, com era costum en famílies acomodades britàniques d'aquella època. La mainadera de casa seva es deia Friend, s'encarregava de tots sis i tenia dues criades que l'ajudaven, una d'aquestes assistents anomenada Minnie fou com una substituta de la figura materna per a Bowlby.
Son pare, sir Anthony Alfred Bowlby, era cirurgià de la casa reial i s'havia criat sense pare: als cinc anys el pare d'Anthony, Thomas William Bowlby, morí en compliment del servei, sent corresponsal de guerra durant el conflicte xinés de l'opi.
Els pares de Bowlby s'havien conegut en una festa el 1897 convidats per un amic comú. Un any després, Mary (de 31 anys) i Anthony (de 43) decidiren casar-se, era l'any 1898. Sembla que l'inici de la vida conjugal va ser difícil a causa de conflictes amb la germana d'Anthony i al fet que ell va haver de marxar a treballar a l'estranger. Per superar aquest malestar, Mary decidí fer-li una visita de sis mesos i deixà la seva filla nounada, Winnie, a càrrec de la mainadera. Això es repetiria amb cadascun dels seus fills.
Normalment, Bowlby només veia la seva mare una hora al dia, durant el te de la tarda, encara que durant l'estiu era més accessible. Com moltes altres mares de la seva classe social, pensava que l'atenció i les demostracions d'afecte podien tenir com a resultat nens malcriats i aviciats. Quan Bowlby tenia gairebé quatre anys, la criada Minnie, deixà la feina, fet que Bowlby recordaria de gran com una tragèdia comparable a la pèrdua d'una mare. L'atenció dels nens quedà a càrrec exclusivament de la mainadera Friend, que tenia un caràcter més fred i era de natura sarcàstica.
Durant la primera guerra mundial, el pare de Bowlby estigué en l'exèrcit. Tenia permís per tornar a casa un parell de vegades a l'any i durant aquest temps tenia poc contacte amb els seus fills. La mare rebia cartes del seu marit al front, però no les mostrava als nens.
Als set anys començà l'escolarització, els seus pares l'enviaren a ell i a un germà seu a un internat per protegir-los dels bombardejos. Una experiència que li causà ansietat per ser massa menut i que, segons diria de gran, no recomanaria ni a un gos. Més endavant opinaria que els internats poden ser llocs positius per a nens difícils, ja que els allunya de l'ambient tens familiar. Una altra experiència que el marcà en la infantesa fou la mort del seu estimat padrí, que morí d'un atac de cor durant un partit, davant dels seus ulls.
Bowlby es casà amb Ursula Longstaff, que era filla d'un cirurgià, el 16 d'abril del 1938, i tingueren quatre fills, un dels quals fou sir Richard Bowlby, hereu del títol que havia estat atorgat al seu pare.
Bowlby morí a la seva residència d'estiu, a l'illa escocesa de Skye.

## Carrera professional
Son pare l'animà a estudiar medicina a Cambridge, però durant el seu temps al Trinity College, s'interessà per la psicologia i abandonà la medicina el tercer curs. Li sortí l'oportunitat de donar classes durant sis mesos en una escola anomenada Priory Gates, a càrrec de nens difícils. Aquesta experiència li resultà estimulant i li serví per aprendre molt sobre la conducta humana i fou el que el decidí a reorientar els estudis universitaris. La principal conclusió va ser que el problemes d'un adult cal entendrel's des de la perspectiva del seu desenvolupament en la infantesa.
Després de graduar-se amb honors en psicologia, començà a treballar amb nens rebels i delinqüents fins que, als vint-i-dos anys, passà a la clínica universitària de Londres. Als vint-i-sis es graduà en medicina. Assistí també a l'Institut de Psicoanàlisi de Londres i feu un postgrau en psiquiatria d'adults a l'Hospital Maudsley.
Durant els primers sis mesos de la Segona Guerra Mundial, Bowlby treballà com a metge a la clínica infantil de Canonbury. Després fou nomenat lloctinent coronel del Cos de Metges de l'Exèrcit, on aplicà mètodes psicològics per seleccionar oficials i estigué en contacte amb membres de la Clínica Tavistock. També actuà com a metge d'emergències, del maig al juny del 1940, període durant el qual va haver d'atendre casos de neurosi ocasionada per la guerra. Els nens que estaven rebent tractament a la Clínica Canonbury foren evacuats a Cambridge, per protegir-los dels atacs aeris. Bowlby viatjava sovint a Cambridge per visitar aquests nens, com a iniciativa privada. S'adonà que molts patien més per la separació de les seves famílies que per la malaltia en si, i això l'engrescà a fer-ne un estudi.
El primer hivern de la guerra inicià l'escriptura d'un llibre, que no seria publicat fins al 1944 i que es titulà Quaranta-quatre lladres juvenils. Bowlby estudià 44 nens delinqüents juvenils i els comparà amb els nens traslladats a Canonbury, classificà els primers en sis tipus: normals, depressius, circulars, hipertímics, hipotímics i esquizoides.
Un dels principals descobriments d'aquest estudi fou que 17 dels 44 nois lladres, havien estat separats durant sis mesos o més de la persona que els cuidava abans dels 5 anys. En el grup de comparació només dos dels nois havien patit una separació semblant. Encara més, 12 dels 14 classificats com a hipotímics havien patit la dita separació. Aquestes dades cridaren l'atenció sobre l'impacte de l'entorn afectiu en els primers anys de vida sobre la salut i el desenvolupament posterior de la personalitat.
Acabada la guerra, fou escollit director de la Clínica Tavistock Clinic, i el 1950, fou nomenat assessor de Salut Mental de la OMS. Seguia interessat en el desenvolupament infantil i tornà a treballar a la clínica infantil d'Islington. Probablement l'afectà conèixer la situació d'alguns nens a la postguerra, com el cas dels nens jueus que van ser salvats del genocidi nazi i traslladats a Londres i de l'ús de la creació de llars d'infants per fer possible que les seves mares treballessin com a infermeres durant la guerra. Bowlby havia estat interessat des dels inicis de la seva carrera en el tema de la separació, i consultà l'obra d'Anna Freud i Dorothy Burlingham amb nens evacuats, i el treball de René Spitz amb nens orfes. A finals de la dècada del 1950, havia acumulat un considerable cos d'observacions i teories que apuntaven cap a la importància del lligam matern en els primers anys de vida per al desenvolupament humà.
Bowlby s'interessà en trobar els patrons d'interacció familiar que intervenien en un desenvolupament saludable i en un de patològic. Focalitzà l'estudi en com els problemes per establir lligams afectius es transmetien d'una generació a la següent. En aquesta teoria de l'aferrament (o lligam nen-mare), proposà que la conducta de lligam era una estratègia evolutiva per protegir l'infant dels predadors. Mary Ainsworth, deixeble seva, amplià aquesta idea i la posà a prova, i arribà a la conclusió que hi ha diversos tipus d'aferrament.